# Fronteira Afeganistão–Irão
A fronteira entre Afeganistão e Irão é uma linha de 936 km de extensão, sentido norte-sul, que separa o trecho central leste do Irão do território do Afeganistão. Separa as províncias iranianas de Razavi Coração, Coração do Sul e Sistão-Baluchistão das províncias (vilaietes) afegãs de Herat, Farah e Nimroz. No norte tem início perto do paralelo 35º N, na tríplice fronteira Afeganistão-Irão-Turquemenistão, vai para o sul, passa pelo lago Hamun-e-Saberi e daí até outra fronteira tripla, dos dois países com o Paquistão, próximo à cidade iraniana de Zahedan, e da passagem do paralelo 30 N.
Os atuais Irão e Afeganistão (de forma mais significativa) foram disputados pelos britânicos e russos, no chamado Grande Jogo, no século XIX. territórios persas são divididos entre as duas nações em 1907. O Irão obteve sua independência em 1921, ainda com o nome de Pérsia, e em 1935 passou a se chamar Irão ou Irã. O Império Britânico manteve a tutela sobre o Afeganistão a partir de 1880, e a independência do país veio em 1919, definindo assim a fronteira entre as duas nações.